# استرگامین
استرگامین (انگلیسی: Acetergamine) یک ترکیب شیمیایی آلی است که به طور خاص مشتقی از ارگولین است و آن را به عضوی از خانواده ترکیبات ارگوتامین تبدیل می‌کند. استرگامین در حال حاضر هیچ کاربرد اصلی ندارد، با این حال پتانسیل آن به عنوان مسدودکننده آلفا-۱ و گشادکننده عروق باعث شده است که در چندین پتنت در مورد درمان‌های اختلال نعوظ پوشش داده شود. همچنین به عنوان درمانی برای آتاکسی مخچه مورد بررسی قرار گرفته است.